# Knightiaanse onzekerheid
In de economie is Knightiaanse onzekerheid een risico dat niet-meetbaar, dat wil zeggen niet berekenbaar is.
Knightiaanse onzekerheid is vernoemd naar de twintigste-eeuwse, aan de Universiteit van Chicago verbonden econoom, Frank Knight (1885-1972). Deze maakte in zijn werk Risk, Uncertainty, and Profit een onderscheid tussen risico's en onzekerheid:

Onzekerheid moet beschouwd worden als iets radicaal anders dan de bekende notie van risico, waarvan het nooit goed is onderscheiden. (...) Essentieel is dat 'risico' in sommige gevallen een hoeveelheid betekent die kan worden gemeten, terwijl dat op andere momenten duidelijk niet het geval is; er zijn verreikende en cruciale verschillen in de draagwijdte van deze fenomenen, afhankelijk van met welke van de twee men werkelijk te maken heeft. (...) Het zal blijken dat een meetbare onzekerheid, of een echt 'risico', zoals we het zullen noemen, zoveel verschilt van een onmeetbare onzekerheid dat een meetbare onzekerheid in werkelijkheid helemaal geen onzekerheid is.

## Voetnoten
1. ↑  Knight, F.H. (1921): Risk, Uncertainty, and Profit, Boston, MA: Hart, Schaffner & Marx; Houghton Mifflin Company
2. ↑  Engels:Uncertainty must be taken in a sense radically distinct from the familiar notion of Risk, from which it has never been properly separated... The essential fact is that 'risk' means in some cases a quantity susceptible of measurement, while at other times it is something distinctly not of this character; and there are far-reaching and crucial differences in the bearings of the phenomena depending on which of the two is really present and operating.... It will appear that a measurable uncertainty, or 'risk' proper, as we shall use the term, is so far different from an unmeasurable one that it is not in effect an uncertainty at all.